# مالك بن وهيب الأندلسي
أبا عبد الله مالك بن يحيى بن وهيب بن أحمد بن عامر بن أيمن بن سعد الأزدي المعروف ب مالك بن وهيب، (ولد 453هـ، إشبيلية - توفي 525هـ مراكش) من كبار فقهاء الأندلس والمغرب زمن المرابطين، نبغ في الأدب والفلسفة. أصله من لورة، وولد بإشبيلية ونشأ بقرطبة وتألق بمراكش عندما عينه الأمير علي بن يوسف مستشارا سياسيا وقضائيا في ديوانه، وكان أول من أشار عليه بقتل ابن تومرت أو سجنه قبل أن يستفحل خطره، بعد المناظرة التي جرت بينهما في مجلس الأمير. لم يستجب له علي بن يوسف فقد غلبه الورع فأطلق سراح الثائر المهدي بن تومرت، الذي سيقود لاحقا جيش الموحدين الذي زعزع الدولة المرابطية وهدم أسسها.